# Gabrielle Dennis

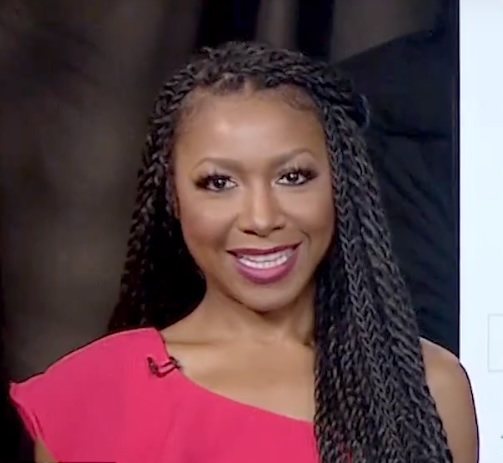
Gabrielle Dennis (2018)

Gabrielle Dennis (* 19. Oktober 1978 oder 1981 in Cincinnati, Ohio) ist eine US-amerikanische Schauspielerin. Bekanntheit erlangte sie vor allem durch ihre Rollen in den Serien Rosewood und Marvel’s Luke Cage.

## Leben und Karriere
Gabrielle Dennis stammt aus Cincinnati im US-Bundesstaat Ohio. Sie besuchte zunächst die The School for Creative and Performing Arts in ihrer Geburtsstadt und erwarb anschließend einen Abschluss in Theater an der Howard University. Ihre erste Schauspielrolle vor der Kamera übernahm sie 1990 mit einem Auftritt im Fernsehfilm Ein Wunsch geht in Erfüllung. Zwischen 1998 und 2000 moderierte sie die Kinderfernsehshow Teen Summit. Nach Auftritten in einigen Kurzfilmen wirkte sie 2006 in der Sketchshow The Underground mit. 2009 war sie als Treyvonetta in der Sportkomödie Girls United – Gib Alles! zu sehen. Nach Gastauftritten, unter anderem in Die Zauberer vom Waverly Place, My Name Is Earl und Southland, war sie 2010 in der ersten Staffel der Comedyserie Blue Mountain State als ‚Denise Roy‘ in einer Hauptrolle zu sehen. Bereits 2008 übernahm sie in der Serie The Game als ‚Janay Brice‘ eine wiederkehrende Rolle, die sie bis 2012 darstellte.
Anschließend war sie in den Serien Franklin & Bash, Justified, Baby Daddy, Bones – Die Knochenjägerin und Born Again Virgin in Gastrollen zu sehen, bevor sie 2015 in der Serie Rosewood als ‚Pippy Rosewood‘ in einer der Hauptrollen zu sehen war. Die Rolle spielte sie bis 2017 in den insgesamt 44 Episoden. Anschließend wurde sie in der zweiten Staffel der Netflix-Serie Marvel’s Luke Cage als Tilda Johnson in einer der neuen Hauptrollen besetzt. Ebenfalls 2018 stellte sie in der Miniserie The Bobby Brown Story die Popsängerin Whitney Houston dar. Nach einer kleinen Rolle in der Serie Insecure ist Dennis seit 2017 in der Serie S.W.A.T. in einer Nebenrolle als Schwester des von Shemar Moore dargestellten Daniel Harrelson zu sehen. Seit 2019 ist sie Teil der Besetzung der Fernsehshow A Black Lady Sketch Show des Senders HBO.
Neben ihren Schauspielrollen ist sie auch regelmäßig als Sängerin Gast in US-Fernsehshows. Zudem produzierte sie bislang auch vier Kurzfilme, darunter A Super Secret aus dem Jahr 2014, zu dem sie auch das Drehbuch schrieb. Dennis lebt in Los Angeles und hat den Wunsch, eines Tages in einer von ihr erfundenen Serie mitzuspielen.

## Filmografie (Auswahl)
- 1990: Ein Wunsch geht in Erfüllung (A Mom for Christmas, Fernsehfilm)
- 2006: Let’s Talk (Kurzfilm)
- 2006: The Underground (Fernsehserie, 6 Episoden)
- 2006: Three Strikes (Fernsehfilm)
- 2007: Campus Ladies (Fernsehserie, Episode 2x05)
- 2008: Drifter
- 2008: After School
- 2008: Die Zauberer vom Waverly Place (The Wizards of Waverly Place, Fernsehserie, Episode 1x20)
- 2008: My Name Is Earl (Fernsehserie, 2 Episoden)
- 2008–2012: The Game (Fernsehserie, 20 Episoden)
- 2009: TiMer
- 2009: Girls United – Gib Alles! (Bring It On: Fight to the Finish)
- 2009: The Marc Pease Experience
- 2010: Southland (Fernsehserie, Episode 2x04)
- 2010: Blue Mountain State (Fernsehserie, 13 Episoden)
- 2011: Politics of Love
- 2011: He’s Mine Not Yours
- 2012: Back Then
- 2012: Franklin & Bash (Fernsehserie, Episode 2x07)
- 2013: Reporting Live
- 2014: Black Coffee
- 2014: Justified (Fernsehserie, 2 Episoden)
- 2014: Baby Daddy (Fernsehserie, Episode 3x16)
- 2014: A Super Secret (Kurzfilm)
- 2015: Bones – Die Knochenjägerin (Bones, Fernsehserie, Episode 10x11)
- 2015–2016: Born Again Virgin (Fernsehserie, 2 Episoden)
- 2015–2017: Rosewood (Fernsehserie, 44 Episoden)
- 2017: Call Me King
- 2017: Girls Trip
- 2017: Lady Dynamite (Fernsehserie, Episode 2x05)
- 2017–2018: Insecure (Fernsehserie, 3 Episoden)
- 2018: Marvel’s Luke Cage (Fernsehserie, 10 Episoden)
- 2018: The Bobby Brown Show (Miniserie, 2 Episoden)
- 2018–2019: S.W.A.T. (Fernsehserie, 6 Episoden)
- 2019: American Soul (Fernsehserie, Episode 1x10)
- 2019–2023: A Black Lady Sketch Show (Fernsehserie)
- 2022: A Madea Homecoming
- 2022: All American (Fernsehserie, Episode 5x04)
- 2022: Wendell & Wild (Sprechrolle)
- 2023–2024: The Big Door Prize (Fernsehserie, 20 Episoden)
- 2024: The Contract
- 2025: One of Them Days